# Фазосдвигающий генератор
Фазосдвига́ющий генера́тор — простой электронный генератор синусоидального напряжения. Он состоит из инвертирующего усилителя и цепи  обратной связи, сдвигающего фазу напряжения обратной связи на частоте генерации на 180 угловых градусов для обеспечения положительной обратной связи. Фазосдвигающая цепь обратной связи состоит из нескольких (обычно 3) RC-цепочек.
Самой первой интегральной схемой был генератор с фазовым сдвигом, изобретенный Джеком Килби в 1958 году.

## Принцип построения

Пример простого генератора с фазосдвигающей RC-цепью

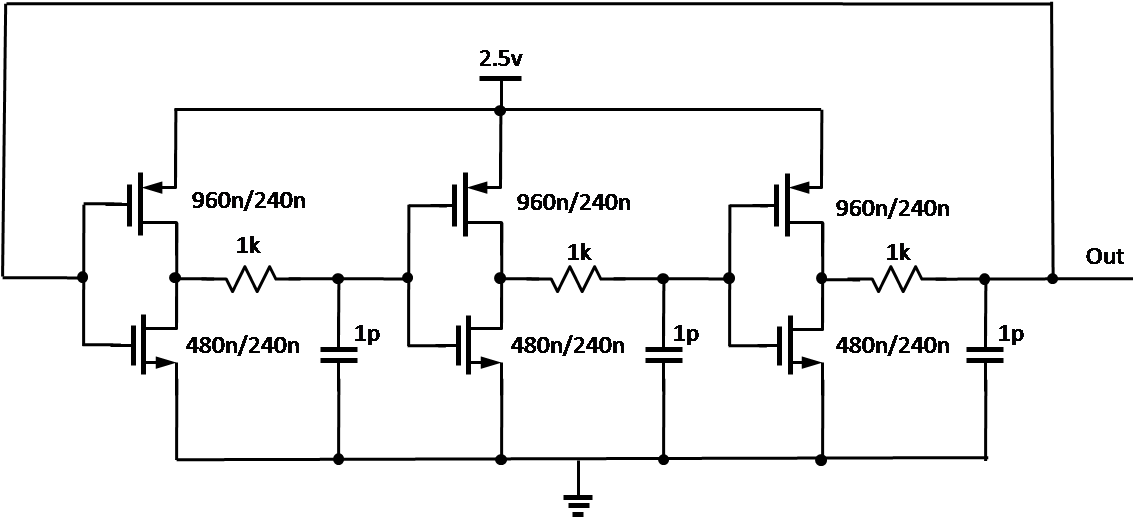
Генератор на трёх RC-цепочках с усилителями после каждой цепочки

Фазосдвигающая цепь должна на частотах выше и ниже частоты генерации сигнала сдвигать фазу больше или меньше чем на 180 угловых градусов, а на частоте генерации ровно на 180 градусов.
Наиболее простой путь построения фильтров этого вида — использование трёх каскадов RC-цепочек, которые не сдвигают фазу на одном конце шкалы частот и сдвигают фазу на 270 градусов на другом конце, например, в виде RC-фильтров 1-го порядка. На частоте генерации каждый фильтр сдвигает фазу на 60 градусов и вся цепь фильтра сдвигает фазу на 180 градусов.
Одна из простейших разновидностей генераторов этого вида использует операционный усилитель (ОУ) в качестве усилительного элемента, три конденсатора и четыре резистора, как показано на схеме.

## Частота и критерий генерации
Аналитические выражения для вычисления частоты генерации и критерия генерации для этой схемы достаточно сложны из-за того, что каждая каскад последующей RC-цепи нагружает предыдущий каскад.
Вычисления сильно упрощаются если принять сопротивления всех резисторов (исключая резистор отрицательной обратной связи) и ёмкости всех конденсаторов равными. На схеме это {\displaystyle R1=R2=R3=R} и {\displaystyle C1=C2=C3=C,} тогда:
{\displaystyle f_{Oscillation}={\frac {1}{2\pi RC{\sqrt {6}}}},}
и критерий генерации:
{\displaystyle R_{feedback}>29\cdot R.}
Без упрощения для случая с разными сопротивлениями резисторов и ёмкостями конденсаторов выражения становятся более сложными:
{\displaystyle f_{Oscillation}={\frac {1}{2\pi {\sqrt {R_{2}R_{3}(C_{1}C_{2}+C_{1}C_{3}+C_{2}C_{3})+R_{1}R_{3}(C_{1}C_{2}+C_{1}C_{3})+R_{1}R_{2}C_{1}C_{2}}}}}.}
Критерий генерации:
{\displaystyle R_{feedback}>2(R_{1}+R_{2}+R_{3})+{\frac {2R_{1}R_{3}}{R_{2}}}+}
{\displaystyle +{\frac {C_{2}R_{2}+C_{2}R_{3}+C_{3}R_{3}}{C_{1}}}+{\frac {2C_{1}R_{1}+C_{1}R_{2}+C_{3}R_{3}}{C_{2}}}+}
{\displaystyle +{\frac {2C_{1}R_{1}+2C_{2}R_{1}+C_{1}R_{2}+C_{2}R_{2}+C_{2}R_{3}}{C_{3}}}+}
{\displaystyle +{\frac {C_{1}R_{1}^{2}+C_{3}R_{1}R_{3}}{C_{2}R_{2}}}+{\frac {C_{2}R_{1}R_{3}+C_{1}R_{1}^{2}}{C_{3}R_{2}}}+{\frac {C_{1}R_{1}^{2}+C_{1}R_{1}R_{2}+C_{2}R_{1}R_{2}}{C_{3}R_{3}}}.}
Другая версия этой схемы может быть выполнена с включением буферных каскадов, например, на операционных усилителях с единичными коэффициентами передачи (повторители) после каждой секции RC-цепи, это усложнение схемы упрощает математические выражения.

## Применение
Генераторы с фазосдвигающей цепью обычно используются часто используются в качестве звуковых генераторов в различных устройствах.